# Ducado de Rovigo
El Ducado de Rovigo fue un título nobiliario francés creado por Napoleón I el 7 de febrero de 1808 en beneficio del general Anne Jean Marie René Savary (1774-1833), y hace referencia a la villa de Rovigo, en Italia.
El título fue elevado al rango de nobleza de los pares de Francia durante los Cien Días, y se extinguió en 1888 con la muerte del segundo duque.

## Lista de duques de Rovigo
1. 1808-1833 : Anne Jean Marie René Savary (1774-1833), primer duque de Rovigo.
2. 1833-1872 : Marie René Napoléon Savary (1813-1872), segundo duque de Rovigo, hijo del precedente.